# Tomomi Muramatsu
Pour les articles homonymes, voir Muramatsu.
 (mai 2025).
Si vous disposez d'ouvrages ou d'articles de référence ou si vous connaissez des sites web de qualité traitant du thème abordé ici, merci de compléter l'article en donnant les références utiles à sa vérifiabilité et en les liant à la section « Notes et références ».
Tomomi Muramatsu (村松友視, Muramatsu Tomomi, né le 10 avril 1940) est un écrivain japonais de la fin de l'ère Shôwa et de l'ère Heisei.

## Biographie
Né à Tōkyō, il grandit à Shimizu (préfecture de Shizuoka). Son grand-père est l'écrivain Shōfu Muramatsu, et son père et sa mère travaillent au magazine Chûôkôron. Après ses études en littérature à l'Université Keiô, il travaille également chez Chûôkôron en tant qu'éditeur. À la mort prématurée de son père, son grand-père l'adopte en tant qu'héritier.
Sa première œuvre est publiée en 1980 ; c'est un recueil de nouvelles intitulé Watashi puroresu no kyomi desu (« Je suis fan de catch professionnel »). Elle devient best-seller et établit Muramatsu en tant qu'écrivain connu. Comme le titre de cette œuvre l'indique, il aime beaucoup le catch et a écrit plusieurs romans ayant comme thème le catch. Semi-finaru (« Semi-finale ») est proposée pour le prestigieux Prix Naoki.
En 1982, il se voit décerner le Prix Naoki pour son roman Jidaiya no nyobo (« La Femme de Jidaiya »), qui est adapté au cinéma. En 1997, il gagne le prix Kyōka Izumi pour Kamakura no Obasan (« La Tante de Kamakura »).
Désormais célèbre au Japon, publiant plusieurs livres par an, il apparaît dans des publicités pour la marque de whisky japonais Suntory.